# Congrés de Diputats del Poble de la Unió Soviètica
El Congrés dels Diputats del Poble de la Unió Soviètica va ser l'òrgan suprem del govern de la República Socialista Federativa Soviètica de Rússia i de la Unió Soviètica durant dos períodes, el primer entre 1917 a 1936, i el segon entre 1989 i 1991. El seu nom complet inicial era Congrés dels Soviets de Diputats Obrers, Soldats i Camperols.

## Congrés dels Diputats del Poble de la Unió Soviètica i la Rússia Soviètica (1917-1936)
El Congrés dels Diputats del Poble era una assemblea de representants dels consells locals. En teoria, es tractava del poder suprem a l'estat soviètic, un orgue de la dictadura del proletariat. No hi havia burgesos, ni nobles, ni aristòcrates, i cap sacerdot podia votar, només aquells que tinguessin un ofici. Oficialment, el Congrés dels Diputats del Poble creà lleis i elegí com a govern el Consell de Comissaris del Poble, també anomenat Sovnarkom. Durant la seva absència, les lleis eren designades pels cossos executius con el Comitè Executiu Central de Totes les Rússies. El congrés es va anar fent cada vegada més deferent cap als bolxevics, després de la revolució russa.
En el moment de la mort de Lenin, el Congrés de Diputats del Poble de la Unió Soviètica començà a prendre decisions menys importants del Partit Bolxevic, servint a més com a tribuna de propaganda. A la Constitució Soviètica de 1946 s'eliminà el Congrés dels Diputats del Poble de l'URSS, fent que el Soviet Suprem de la Unió Soviètica fos la institució legislativa.

### Ucraïna
Els bolxevics van convocar un Congrés dels Soviets de Diputats Obrers, Soldats i Camperols de tota Ucraïna a Kíev el 17 de desembre de 1917 i un altre a Khàrkiv el 25 de desembre del mateix any.

## Congrés dels Diputats del Poble de la Unió Soviètica (1989-1991)
El Congrés dels Diputats del Poble de la Unió Soviètica va ser recreat com una de les reformes de Gorbatxov, mitjançant una esmena de 1988 a la constitució de 1977. El nou nom oficial que es donà va ser el de Congrés dels Diputats del Poble. El Congrés estava format per 2.250 diputats, elegits de 3 maneres diferents:
- 750 diputats escollits segons el sistema emprat a les eleccions del Soviet de la Unió durant 1936 i 1989.
- 750 diputats escollits segons el sistema emprat a les eleccions del Soviet de les Nacionalitats durant 1936 i 1989.
- 750 diputats en representació dels orgues públics, com el PCUS, el Komsomol i els sindicats.

El Congrés es reunia dues vegades l'any, i després escolliria el Soviet Suprem de la Unió Soviètica, que constava d'un nombre menor de diputats. El Soviet Suprem serviria llavors com una legislatura permanent, decidint tots els problemes més importants, com les esmenes a la constitució que quedaren sense finalitzar.
Només s'escollí un congrés, al març de 1989. La diferència fonamental entre les eleccions anteriors era que les actuals eren competitives. En lloc d'un únic candidat del PCUS per a un càrrec del mateix partit, es permeté que hi hagués diversos candidats. Una varietat de posicions polítiques des de comunistes a socialdemòcrates van estar representats al Congrés. També hi van poder haver animats debats amb diferents punts de vista expressats pels diputats durant la durada del Congrés, que finalitzà amb la dissolució de la Unió Soviètica el 1991.

## Congrés dels Diputats del Poble de Rússia
Durant el mateix període, una estructura semblant de dos nivells, amb el Congrés dels Diputats del Poble reunint-se dues vegades l'any i el Soviet Suprem reunint-se durant tot l'any, es creà a la RSFS de Rússia. Les reunions del Congrés tenien lloc a la Casa Blanca de Moscou. Va existir fins que va ser dissolta pel President Borís Ieltsin durant la crisi constitucional russa de 1993. Durant el mateix període no es creà cap altre congrés d'aquest tipus en cap altra de les Repúbliques de la Unió Soviètica.